# Pirata sagitta
Pirata sagitta este o specie de păianjeni din genul Pirata, familia Lycosidae. A fost descrisă pentru prima dată de Mello-leitao, 1941. Conform Catalogue of Life specia Pirata sagitta nu are subspecii cunoscute.